# Casa Bruno Cuadros

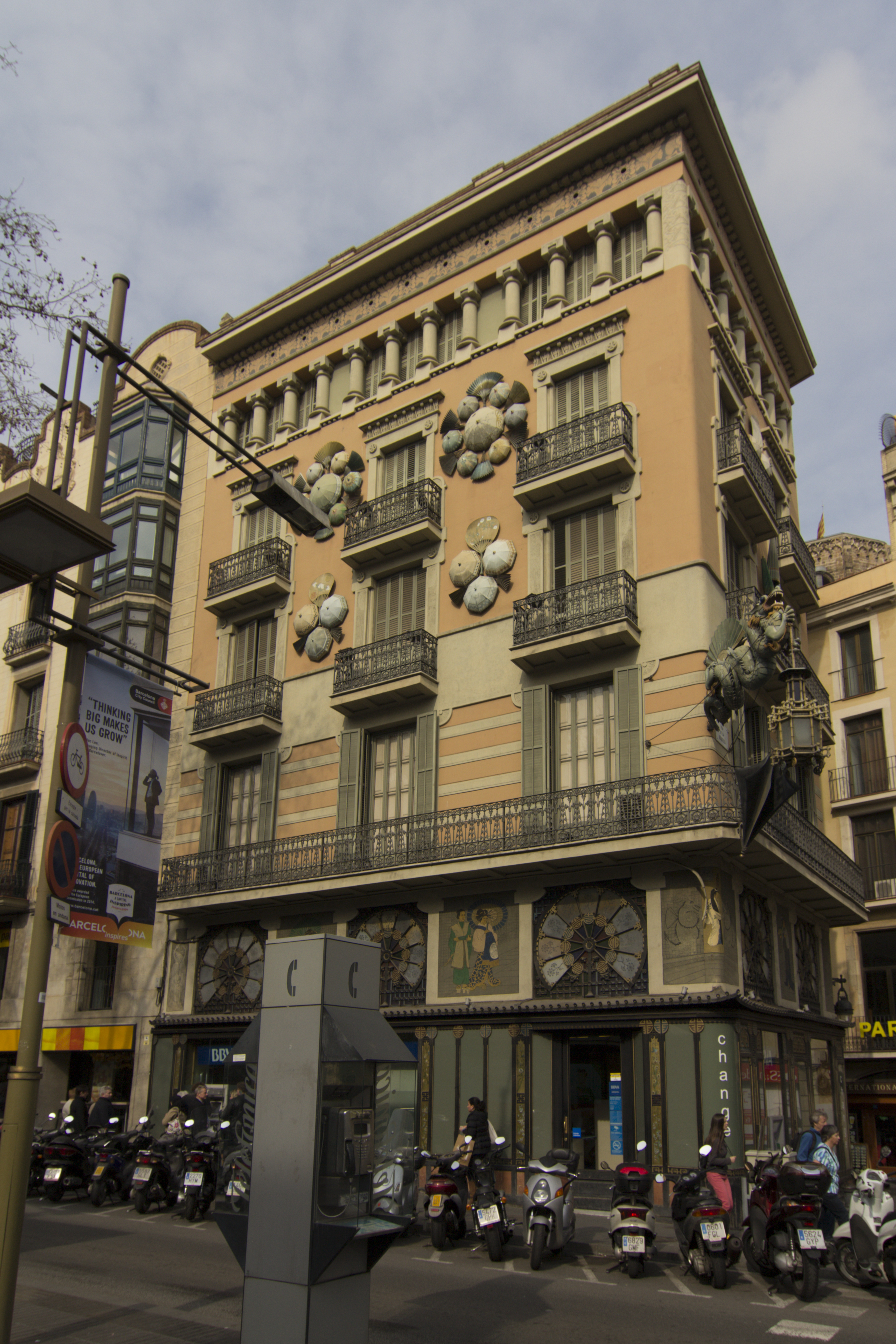
Casa Bruno Cuadros

Casa Bruno Cuadros (katalanisch für Haus Bruno Cuadros, benannt nach seinem ehemaligen Besitzer), auch bekannt als Casa dels paraigües – Haus der Regenschirme, ist ein Wohn- und Geschäftshaus in der Altstadt von Barcelona am Boulevard La Rambla (heutige Hausnummer 82), das vor allem wegen seiner ungewöhnlichen, historistischen Fassadengestaltung im asiatischen Stil Bekanntheit erlangt hat.
Der Architekt Josep Vilaseca i Casanovas gestaltete das bereits 1858 erbaute Haus in den Jahren 1883–1888 um. Als Werbung für das Schirmgeschäft von Bruno Cuadros schuf Vilaseca den Fassadenschmuck aus Schirmen und Fächern sowie aus japanischen Holzschnitten nachempfundenen Wandbildern, die durch Schmuckfenster in asiatischem Stil ergänzt werden.
Besonders auffällig ist der schmiedeeiserne chinesische Drache, der an einer Ecke des Hauses angebracht ist und eine Laterne, einen Schirm und einen Fächer trägt. Die Fassade wurde 1980 restauriert und gilt als eine der Sehenswürdigkeiten der Rambla.
Heute beherbergt das Gebäude eine Bankfiliale.

Galerie
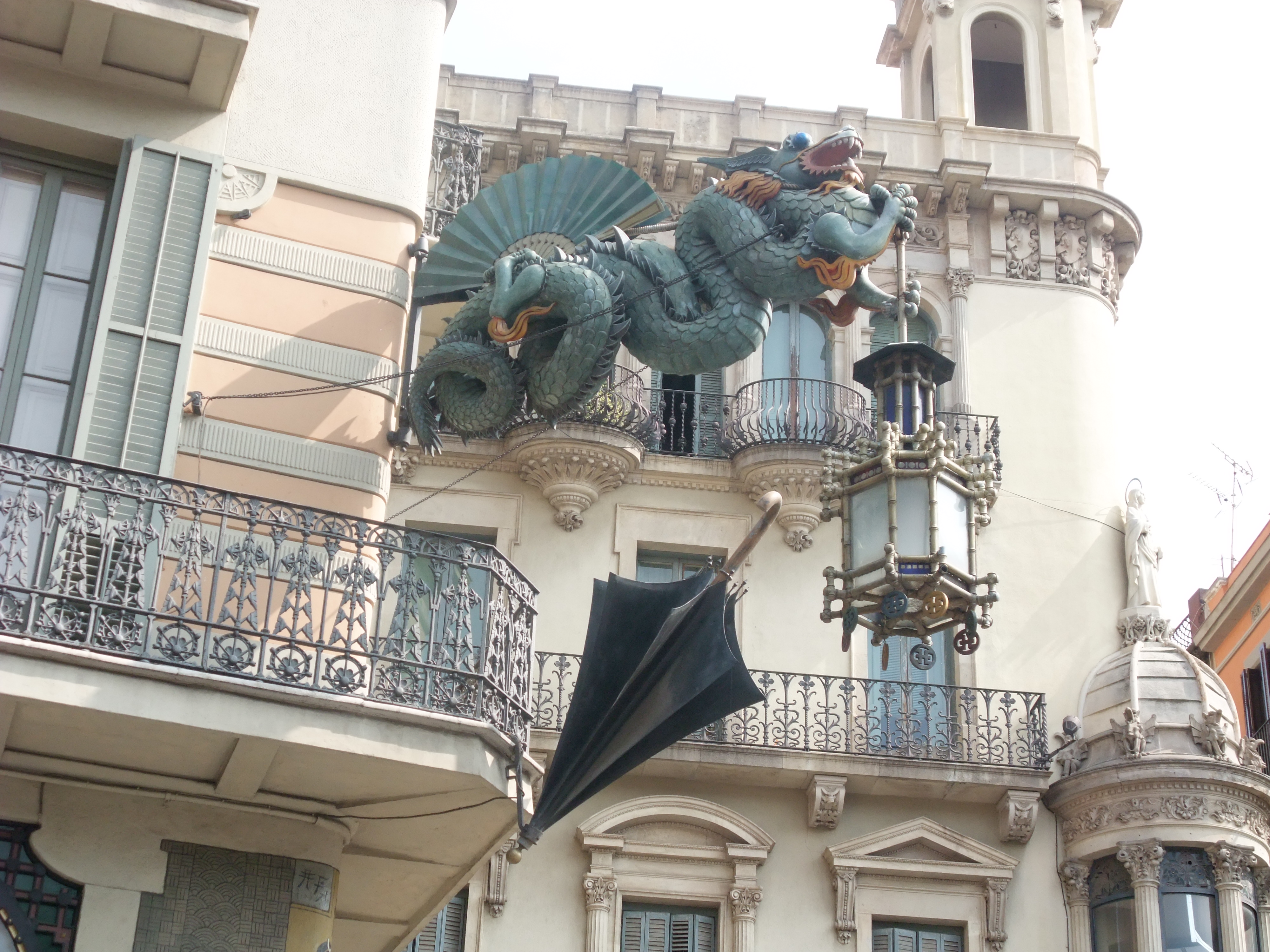
Drache
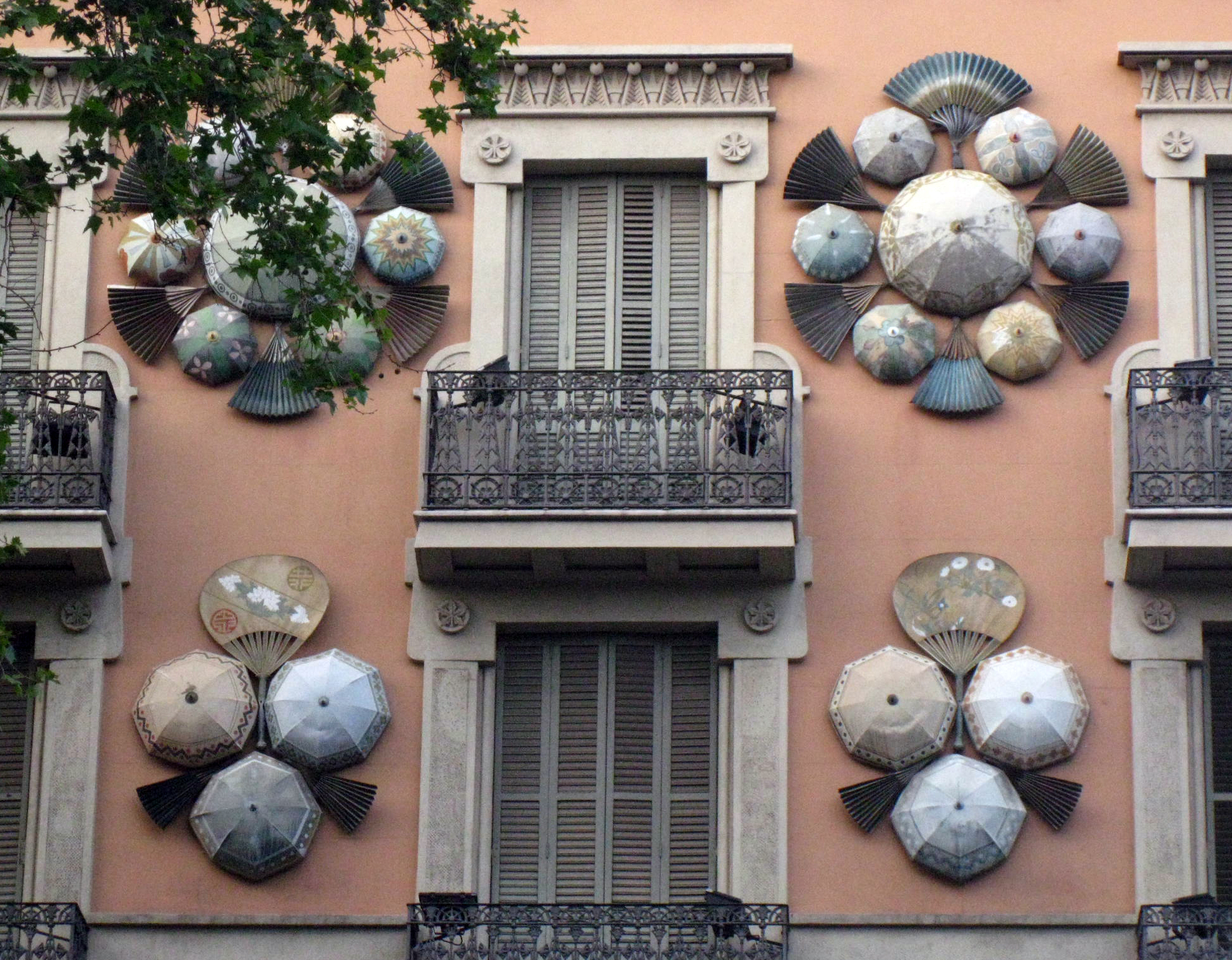
Fassade mit Schirmen und Fächern
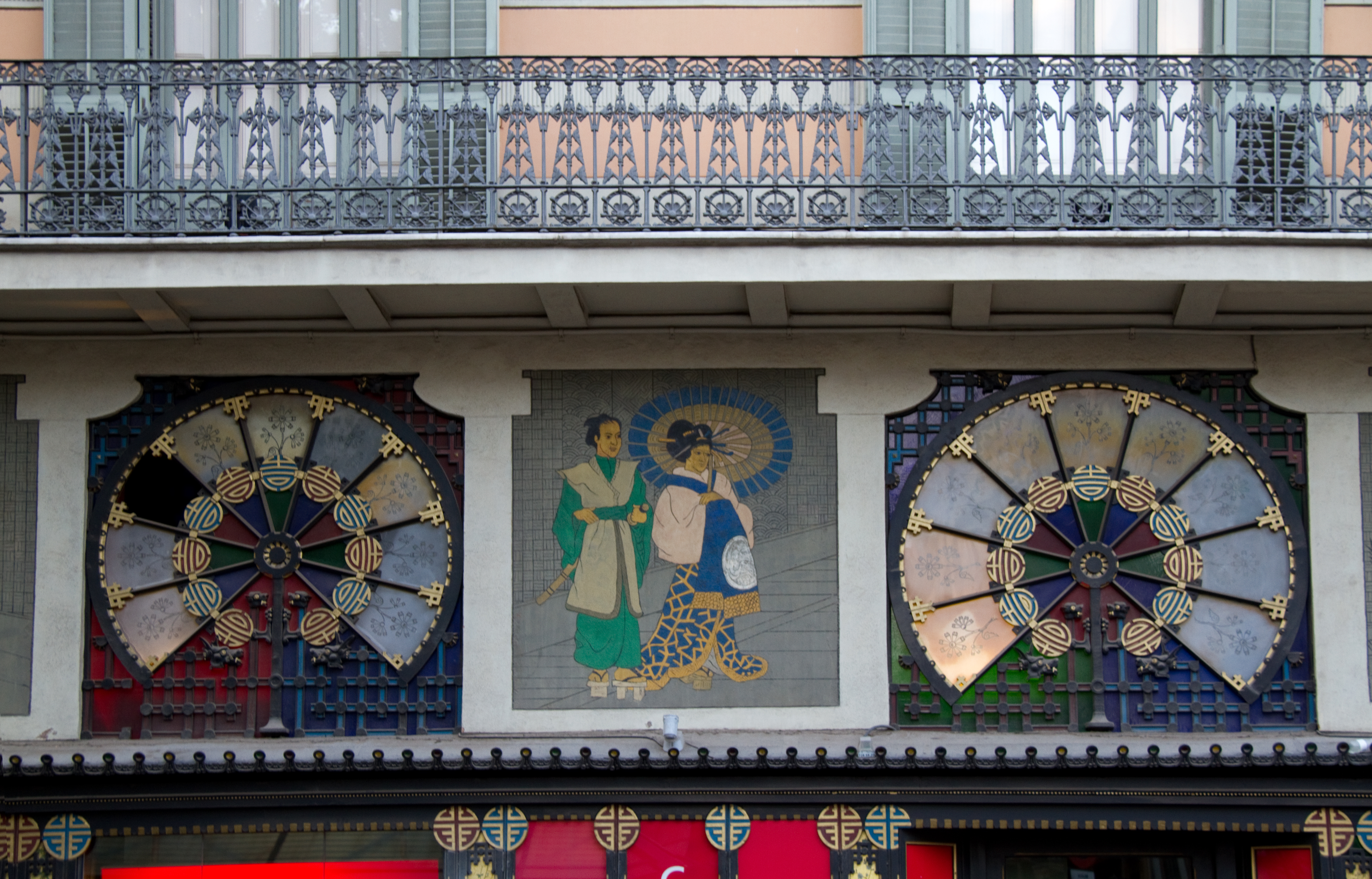
Japanische Motive